# 卡斯泰尔费吕斯
卡斯泰尔费吕斯（法語：Castelferrus，法語發音：[kastɛlfɛʁys]）是法国奥克西塔尼大区塔恩-加龙省的一个市镇，属于卡斯特尔萨拉桑区。

## 地理
卡斯泰尔费吕斯（44°0'34"N, 1°5'15"E）面积8.39 平方千米，位于法国奧克西塔尼大區塔恩-加龙省，该省份为法国西南部内陆省份，北起顺时针与洛特省、阿韦龙省、塔恩省、上加龙省、热尔省和洛特-加龙省接壤。
与卡斯泰尔费吕斯接壤的市镇（或旧市镇、城区）包括：卡斯泰尔迈朗、卡斯泰尔萨拉桑、科尔德托洛萨讷、加尔冈维拉、圣艾尼昂。

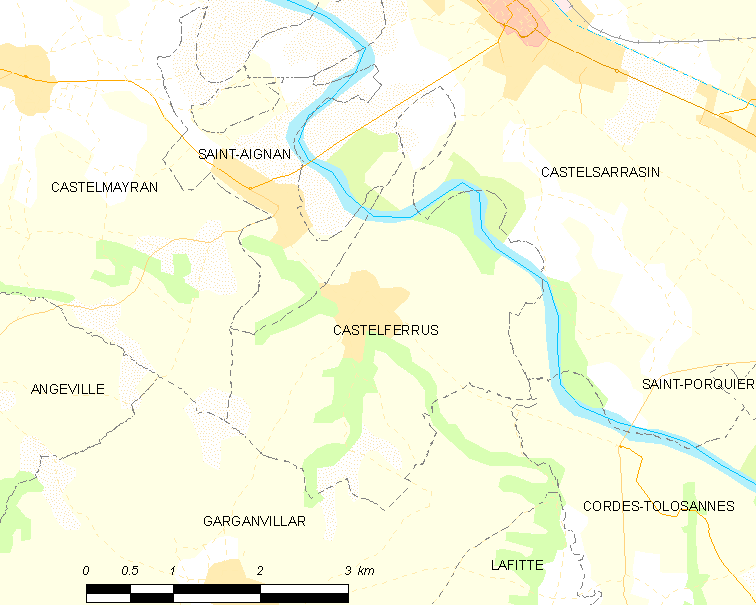
卡斯泰尔费吕斯的OSM定位图

卡斯泰尔费吕斯的时区为UTC+01:00、UTC+02:00（夏令时）。

## 行政
卡斯泰尔费吕斯的邮政编码为82100，INSEE市镇编码为82030。

## 政治
卡斯泰尔费吕斯所属的省级选区为博蒙德洛马涅县。

## 人口

1962-2008年间卡斯泰尔费吕斯人口变化图示

卡斯泰尔费吕斯于2022年1月1日时的人口数量为490人。